# Dumitru Flucuș
Dumitru Flucuș (n. 13 mai 1966, Șinca Nouă, România) este un deputat român, ales în 2020 din partea PNL. 